# Polyketony

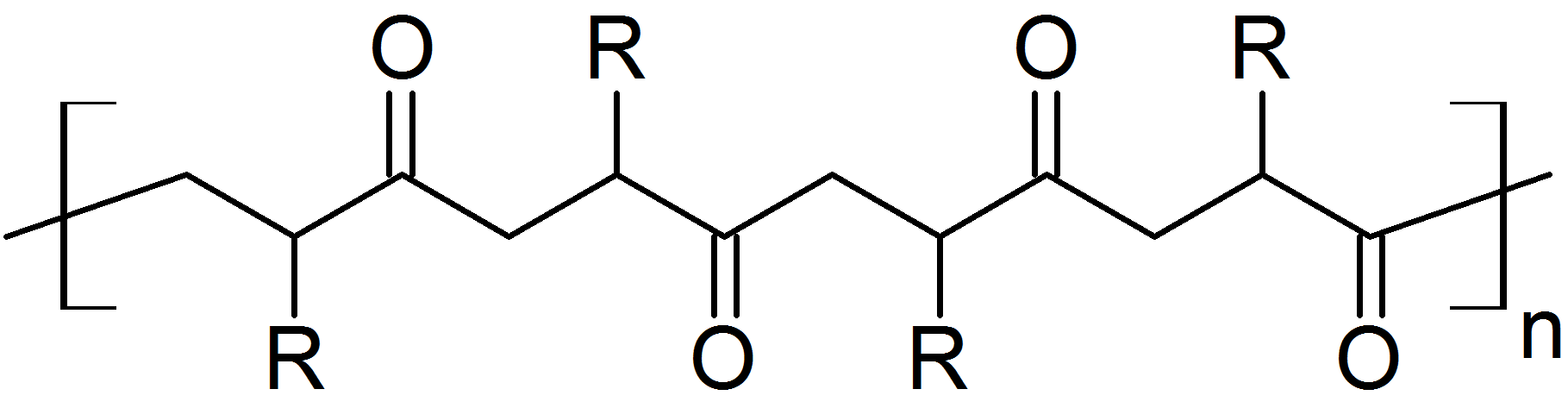
Obecný strukturní vzorec polyketonu

Polyketony jsou skupina termoplastů obsahujících polární ketonové skupiny; přítomnost těchto skupin způsobuje silné vzájemné přitahování polymerních řetězců, které vede k vysokým teplotám tání (255 °C u kopolymeru oxidu uhelnatého a ethenu, 220 °C u termokopolymeru oxidu uhelnatého, ethenu a propenu. Tyto polymery bývají odolné vůči rozpouštědlům a mívají dobré mechanické vlastnosti. Lze je získat poměrně snadno a z nepříliš nákladných monomerů.

## Výroba
Nejvýznamnějším polymerem tohoto druhu je kopolymer ethenu a oxidu uhelnatého, vznikající buď jako odpad při výrobě methanolu, nebo reakcí plynů na imobilizovaném katalyzátoru.

## Mechanismus polymerizace

### Iniciace a terminace
Vnější iniciace se nepoužívá, místo toho se iniciace obvykle provádí methanolýzou palladnatého prekurzoru, kterou vzniká buď methoxid, nebo hydridový komplex. Methanolyticky probíhá také terminace. Podle druhu koncové skupiny tak může vznikat esterová nebo ketonová skupina; současně se obnoví katalyzátor.

### Propagace
Mechanismus propagace uvedené reakce pomocí palladnatých komplexů fenantrolinu navrhl Maurice Brookhart:
Polyketony se vyznačují velmi nízkou mírou nepravidelností, jako jsou dvojitá navázání ethenu nebo karbonylových skupin (červeně):
Aktivační energie těchto dvojitých navázání je velmi vysoká, což brání výskytu takových reakcí. Koncentrace alkyl-ethen-palladnatého komplexu potřebné k jejímu průběhu jsou nízké:
Gibbsova energie aktivace navázání ethenu je asi o 12 kJ/mol vyšší než u navázání oxidu uhelnatého a ta tak probíhá přibližně milionkrát pomaleji. V průmyslu se jako katalyzátory používají komplexy 1,3-bis(difenylfosfino)propanu (dppp).

### Bidentátní ligandy
Při tvorbě polyketonů z methanolu se používají monodentátní palladnaté katalyzátory, ale vzniká přitom velké množství methylpropionátu. Při použití chelatujících difosfinů se tento vedlejší produkt netvoří. Bis(fosfin) se může cis-trans izomerizovat na stericky výhodný trans-izomer. Propionylový ligand je pak v poloze trans- vůči otevřenému koordinačnímu místu nebo ethenu a nemůže vstoupit do migrační inserce; místo toho nastane methanolýza, vytvářející methylpropionát.
Vysokomolekulární kopolymery s pravidelně se střídajícími molekulami ethenu a oxidu uhelnatého lze připravit bez použití mono- nebo polydentátních ligandů. V takovém případě se používá směs několika silných Lewisových kyselin spojených se sloučeninami (hlavně přechodných) kovů. Nejčastějším katalyzátorem v Lewisovsky kyselých rozpouštědlech je palladium a reakce nevyžaduje zapojení dalších ligandových prekurzorů; vhodným prekurzorem aktivního katalyzátoru je i palladium.